# Laemobothrion tinnunculi
Laemobothrion tinnunculi är en insektsart som först beskrevs av Carl von Linné 1758.

## Taxonomi och släktskap
Laemobothrion tinnunculi ingår i släktet Laemobothrion och familjen jättefjäderätare. Inom arten finns två underarter, Laemobothrion tinnunculi laticolle beskriven av Denny, 1842 och Laemobothrion tinnunculi tinnunculi.

## Utbredning
Artens utbredningsområde är Europa och Nya Zeeland.